# Campeonato Chinês de Fórmula 4
O Campeonato Chinês de Fórmula 4 (chinês: FIA F4 中国锦标赛) é uma categoria de fórmula baseada e disputada na China desde 2015, disputada nos regulamentos da Fórmula 4.

## História
Após a FIA lançar o regulamento para a Fórmula 4 em 2013, a organizadora de eventos automobilísticos Narcar International Racing Development decidiu lançar a Fórmula 4 Chinesa para a temporada 2015-2016. As corridas são organizadas pela Mingtai Motorsports. Para sua segunda temporada, a categoria decidiu que todas suas etapas seriam disputadas em um único ano.

## Carros
A Fórmula 4 Chinesa, como categoria monomarca, utilizava somente um modelo de carro. O M14-F4, que é produzido pela francesa Mygale, sendo um monocoque em fibra de carbono, propulsado por um motor Geely G-Power JLD-4G20, 2.0L 4-cil, acoplado a uma transmissão Sadev SL75-14, semiautomática de seis velocidades. Esse modelo foi utilizado até 2023.
O modelo anterior foi trocado pelo M21-F4, também produzido pela Mygale, também sendo um monocoque em fibra de carbono. O modelo é propulsado por um motor Renault Sport (hoje Alpine) 1.3L 4-cil turbo, gerando 162 cv (119 kW), sendo acoplado a uma transmissão Sadev, semiautomática de seis velocidades. Todos os modelos calçam pneus Kumho.

## Campeões

### Pilotos
| Ano     | Piloto          | Equipe                                    | Corridas | Poles | Vitórias | Pódios | Volta Mais Rápida | Pontos | Margem |
| ------- | --------------- | ----------------------------------------- | -------- | ----- | -------- | ------ | ----------------- | ------ | ------ |
| 2015–16 | Julio Acosta    | Champ Motorsport                          | 8 de 10  | 2     | 7        | 7      | 5                 | 202    | 28     |
| 2016    | Bruno Carneiro  | UMC Utah Motorsports Campus               | 15 de 15 | 1     | 8        | 14     | 7                 | 302    | 115    |
| 2017    | Charles Leong   | BlackArts Racing Team                     | 17 de 21 | 4     | 12       | 14     | 11                | 345    | 99     |
| 2018    | Jordan Dempsey  | Pinnacle Motorsport                       | 18 de 21 | 3     | 8        | 15     | 14                | 320    | 50     |
| 2019    | Conrad Clark    | BlackArts Racing Team                     | 17 de 17 | 3     | 12       | 16     | 10                | 379    | 77     |
| 2020    | He Zijian       | Smart Life Racing Team                    | 10 de 10 | 1     | 2        | 7      | 4                 | 193    | 40     |
| 2021    | Andy Chang      | Chengdu Tianfu International Circuit Team | 10 de 10 | 1     | 1        | 9      | 2                 | 254    | 99     |
| 2022    | Gerrard Xie     | Smart Life Racing Team                    | 14 de 14 | 7     | 12       | 13     | 11                | 375    | 164    |
| 2023    | Tiago Rodrigues | Champ Motorsport                          | 20 de 20 | 2     | 7        | 15     | 6                 | 346    | 15     |
| 2024    | Oscar Pedersen  | Venom Motorsport                          | 18 de 18 | 3     | 4        | 14     | 6                 | 320    | 19     |

### Equipes
| Ano  | Equipe                                    | Poles | Vitórias | Pódios | Volta Mais Rápida | Pontos | Margem |
| ---- | ----------------------------------------- | ----- | -------- | ------ | ----------------- | ------ | ------ |
| 2017 | BlackArts Racing Team                     | 4     | 15       | 29     | 12                | 685    | 259    |
| 2018 | BlackArts Racing Team                     | 3     | 8        | 18     | 5                 | 478    | 143    |
| 2019 | BlackArts Racing Team                     | 3     | 12       | 20     | 10                | 479    | 2      |
| 2020 | LEO GEEKE Team                            | 0     | 0        | 6      | 0                 | 211    | 12     |
| 2021 | Chengdu Tianfu International Circuit Team | 1     | 1        | 9      | 2                 | 298    | 119    |
| 2022 | Smart Life Racing Team                    | 7     | 12       | 21     | 11                | 586    | 401    |
| 2023 | Champ Motorsport                          | 2     | 7        | 22     | 7                 | 612    | 30     |
| 2024 | Black Blade Racing                        | 4     | 8        | 24     | 11                | 529    | 109    |

## Circuitos
- Em negrito estão circuitos utilizados na temporada de 2024

| Circuitos            | Etapas | Anos                 |
| -------------------- | ------ | -------------------- |
| Zhuhai               | 13     | 2015–2021, 2023–Hoje |
| Ningbo               | 11     | 2017–2019, 2021–Hoje |
| Xangai               | 8      | 2015–2019, 2024–Hoje |
| Goldenport           | 3      | 2015–2017            |
| Chengdu              | 3      | 2016–2018            |
| Macau                | 3      | 2020–2022            |
| Pingtan Ruyi         | 2      | 2022–2023            |
| Wuhan (Rua)          | 1      | 2018                 |
| Qinhuangdao Shougang | 1      | 2019                 |
| Chengdu Tianfu       | 0      | 2024–Hoje            |
| Wuhan                | 0      | 2025–Hoje            |